# طقسوس برقوقي خيطي الشكل
طقسوس برقوقي خيطي الشكل (الاسم العلمي:Cephalotaxus filiformis) هو نوع غير مؤكد من النباتات يتبع جنس الطقسوس البرقوقي من الفصيلة الطقسوسية.